# Kirshenbaum
Kirshenbaum, por vezes chamado ASCII-IPA ou erkIPA, é um sistema utilizado para a representação do Alfabeto Fonético Internacional (AFI) em ASCII, de forma a permitir que símbolos do AFI sejam escritos com um um teclado normal. Foi desenvolvido a partir de agosto de 1992 para a Usenet, notavelmente para os grupos sci.lang e alt.usage.english, e foi nomeado em homenagem de Evan Kirshenbaum, que liderou a colaboração que o criou.